# Aa colombiana
Lan a Colombia (danh pháp khoa học: Aa colombiana) là một loài thực vật có hoa trong họ Lan (Orchidaceae). Loài này được Rudolf Schlechter miêu tả khoa học đầu tiên năm 1920.